# خانه شاه یحیی
خانه شاه یحیی مربوط به دوره صفوی است و در یزد، خیابان امام، کوچه قلعه کهنه، بن‌بست وامقی، پلاک ۱۴۵ واقع شده و این اثر در تاریخ ۱۶ دی ۱۳۸۷ با شمارهٔ ثبت ۲۴۴۱۵ به‌عنوان یکی از آثار ملی ایران به ثبت رسیده است.